# Starrucca (Pennsylvanie)
Pour les articles homonymes, voir Starrucca.
Starrucca est un borough situé au nord-ouest du comté de Wayne, en Pennsylvanie, aux États-Unis,. En 2010, il comptait une population de 173 habitants, estimée au 1er juillet 2020 à 175 habitants. Le borough est fondé, sous le nom de Wayne Borough, vers 1800, et incorporé en 1853.

## Démographie
Lors du recensement de 2010, le borough comptait une population de 173 habitants. Elle est estimée, en 2020, à 175 habitants.